# درونگه
درونگه (به صربی: Deronje) یک منطقهٔ مسکونی در صربستان است که در استان خودمختار وویوودینا واقع شده‌است. درونگه ۲٬۸۴۷ نفر جمعیت دارد.